# 早佳西瓜

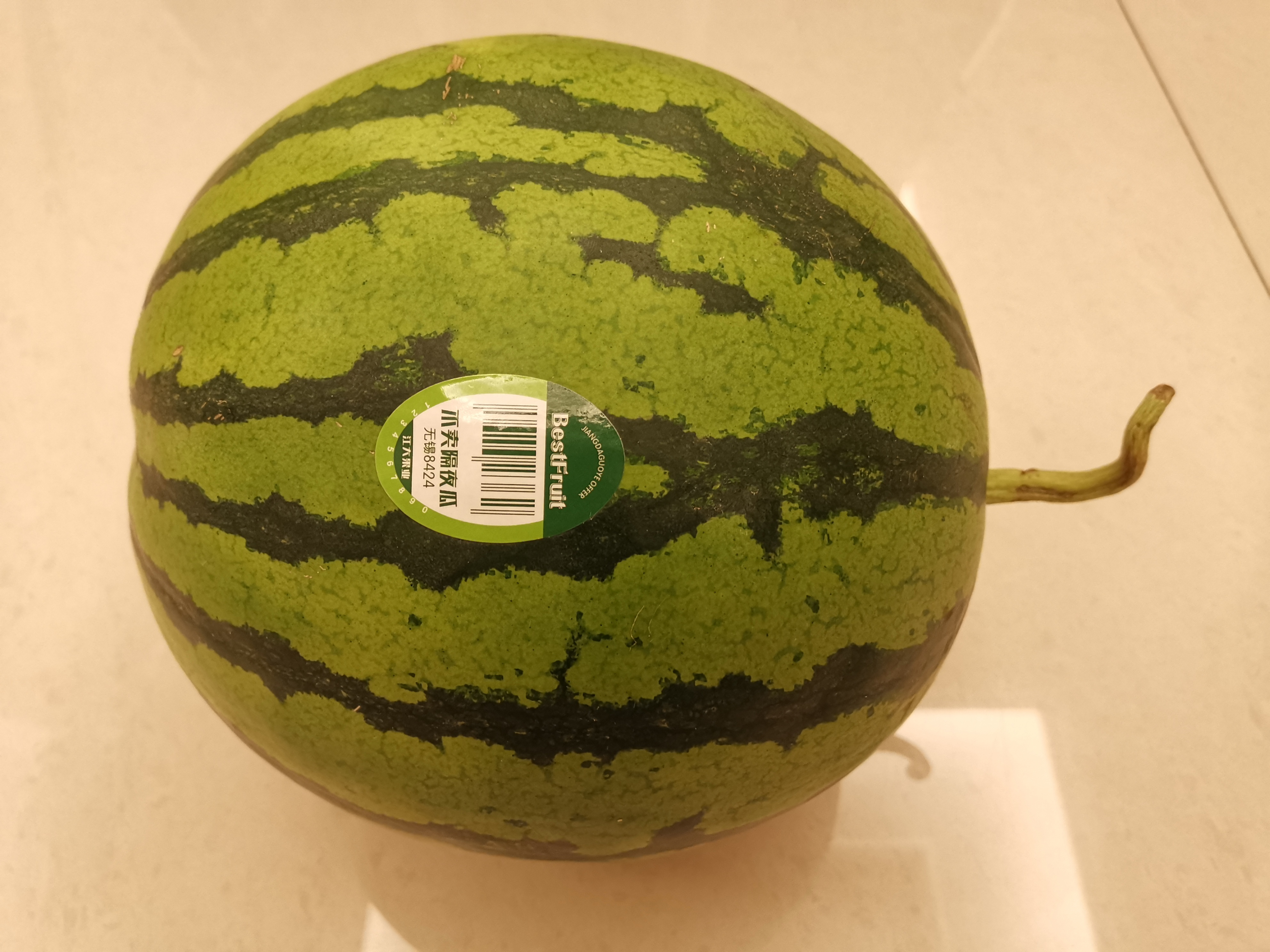
一款8424西瓜

早佳西瓜是一种葫蘆科一年生草本植物，又名早佳8424，是中国工程院农业学部院士、新疆农科院哈密瓜研究中心育种专家吴明珠在1984年培育出的西瓜品種，「84」代表1984年，「24」代表第24組培育種子。早佳西瓜是一種早熟型西瓜，生育期為70到76日，果實生育期為30天，果皮厚1厘米，果肉為紅色，果實平均重3公斤，最重可達14公斤。一般從12月中上旬到1月進行播種，4月下旬到5月上旬可以採摘，採摘持續到11月上中旬。由於育種期為冬季，冬天期間會是大棚種植。
早佳西瓜的栽種面積覆蓋中國大陸新疆到上海地區，包括浙江、安徽、湖北等地，各地均有對品種進行改良，也由於地方水土的關係，培養出來的西瓜口感會有一定差別。其中上海市南汇区最早在1988年引進早佳西瓜，早佳西瓜曾在上海市优质西瓜评比（1991年）中獲得第一名，全国南方西瓜早熟品种评比一等奖、第二届中国农博会金奖。南匯8424在上海有進行品牌化營銷，種植戶組成品牌合作联社，統一包裝和銷售，是中國大陸較為知名的早佳西瓜品牌。南匯8424在2020年之前主要於長三角銷售，2020年開始發展北京、廣州、深圳等地市場，並且在各地盒馬鮮生開設銷售專櫃，登陸網絡銷售平台。